# Дяглево (Думиничский район)
Дяглево — деревня в Думиничском районе Калужской области.

## История
Впервые упоминается в 1685 г. как пустошь Дягилево Сухиницкого стана Мещовского уезда. Это значит, что прежде на том же месте существовала деревня с таким названием, а потом была заброшена.
Ранее, в 1610, упоминается (в жалованой грамоте Ивану Белевцову) деревня Дягилево Козельского уезда. Возможно, это то же Дяглево, так как оно расположено на границе Козельского и Мещовского уездов, а эта граница могла меняться.
В 1685 г. пустошь Дягилево пожалована Андрею Федоровичу Волкову. В 1703 г. владельцем окрестных лесных угодий площадью около 3 тыс. десятин становится князь, генерал-фельдмаршал Михаил Михайлович Голицын (1675—1730). К ним он приобрел и деревеньку Дяглево.
После смерти фельдмаршала М. М. Голицына Дяглево переходит его четвёртому сыну Николаю (1727—1787) — обергофмаршалу. В 1782 в деревне числилось 16 дворов и 116 душ крестьян. Она входила в приход Покровской церкви села Усты соседнего Мещовского уезда.
Последним из князей Голицыных владельцем Дяглева был Александр Николаевич Г. (1769—1817). Он вел беспутный образ жизни и быстро промотал отцовские поместья в 40 тысяч крепостных. В 1808 деревня Дяглево (85 душ мужского пола) за долги перешла в казенное владение.
В 1861 г. Дяглево вошло в Вёртненскую волость Жиздринского уезда. В деревне в то время насчитывалось 55 дворов и 223 жителя. Земли были казенные и помещиков Толмачевых.
В 1940 г. в деревне было 63 крестьянских двора (согласно карте Генштаба).
В 1930-е гг. образован колхоз «Ленинский клич». В 1950 он присоединен к колхозу «Ленинец» (д. Песочня), а в 1958 — к вертненскому колхозу «Новая Заря».
До войны в Дяглеве была начальная школа. В 1945 г. она была восстановлена и работала до 1970-х гг.
До 1981 г. в Дяглеве была молочно-товарная ферма на 4 группы коров. Потом коров перевели в Вёртное, а бывший коровник переделали в телятник.
В сухиничском селе Усты, до которого от Дяглева меньше километра, были начальная школа, клуб. А когда они закрылись (в 1980-е гг.), то и в Дяглеве население стало уменьшаться. Сейчас численность жителей в этой деревне не превышает 10 человек. Но на лето приезжает много дачников, так как есть хорошие условия для отдыха: пруд, лес.